# 제임스 다이슨
제임스 다이슨(영어: James Dyson, 1947년 5월 2일 ~ )은 영국의 발명가, 산업 디자이너이다. 다이슨의 창립자이다.
2011년부터 2017년까지 모교 왕립예술대학(RCA)의 학장(Provost)을 맡았고, 2015년 왕립학회 회원으로 선출되었다.

## 서훈
- 1998년 대영 제국 훈장 3등급(CBE) 수훈[3]
- 2007년 기사작위(Knight Bachelor) 서임[4]
- 2016년 메리트 훈장(OM)[5]

## 같이 보기
- 다이슨